# Межеровский, Олег Александрович
Олег Александрович Межеровский (род. 20 марта 1964 года, Ростов-на-Дону, Ростовская область, СССР) — российский композитор, вокалист, один из участников группы Запрещённые барабанщики.

## Биография
Олег Межеровский родился в городе Ростове-на-Дону. С дошкольного возраста начал обучаться в музыкальной школе им. Чайковского П. И. по классу фортепиано. Служил в Центральной группе войск в Чехословакии.

### Музыкальная карьера
Ещё будучи школьником, Олег Межеровский стал одним из создателей рок-группы «Элен» (вокал, гитара, тексты). В конце 1980-х годов группа принимала участие в совместных выступлениях на фестивалях и концертах с группой «Пекин Роу-Роу», а также:
- «Театр Менестрелей» (Ростов-на-Дону)
- «Площадь согласия» (Таганрог)
- «Прииск» (Ленинград)
- «Абонент 09» (Ростов-на-Дону)
- «День и Вечер» (Ростов-на-Дону)
- «ГПД» (Харьков)

В начале 1990 годов группа «Элен» сменила название на «Спутник Восток» — смена названия обусловлена сменой звучания и написанием текстов на английском языке. В конце 1990-х годов Олег Межеровский переезжает из Ростова-на-Дону с семьёй в столицу и создаёт совместно с автором текстов и главным идеологом коллектива «Запрещённые барабанщики» Иваном Трофимовым группу «Берлин-Бомбей». Чуть позже Олег Межеровский был приглашён в группу «Запрещённые барабанщики» в качестве второго вокалиста и перкуссиониста. Написал ряд заглавных песен для сериалов «Детка» и «Любовь на районе ", а также музыкальным редактором и продюсером в сериалах "Счастливы вместе (телесериал)","Солдаты " ,"Дворик " и во многих других теле- проектах .

## Дискография
- 1989 — «Старая романтика» (Элен)
- 1990 — «Зима» (Элен)
- 1991 — «Жёлтый город» (Элен)
- 1992 — «All for the best» (Sputnik Vostok)
- 1993 — «With a speed of light» (Sputnik Vostok)
- 1996 — «Я с тобой» (Спутник Восток)[7]